# Camille Razat

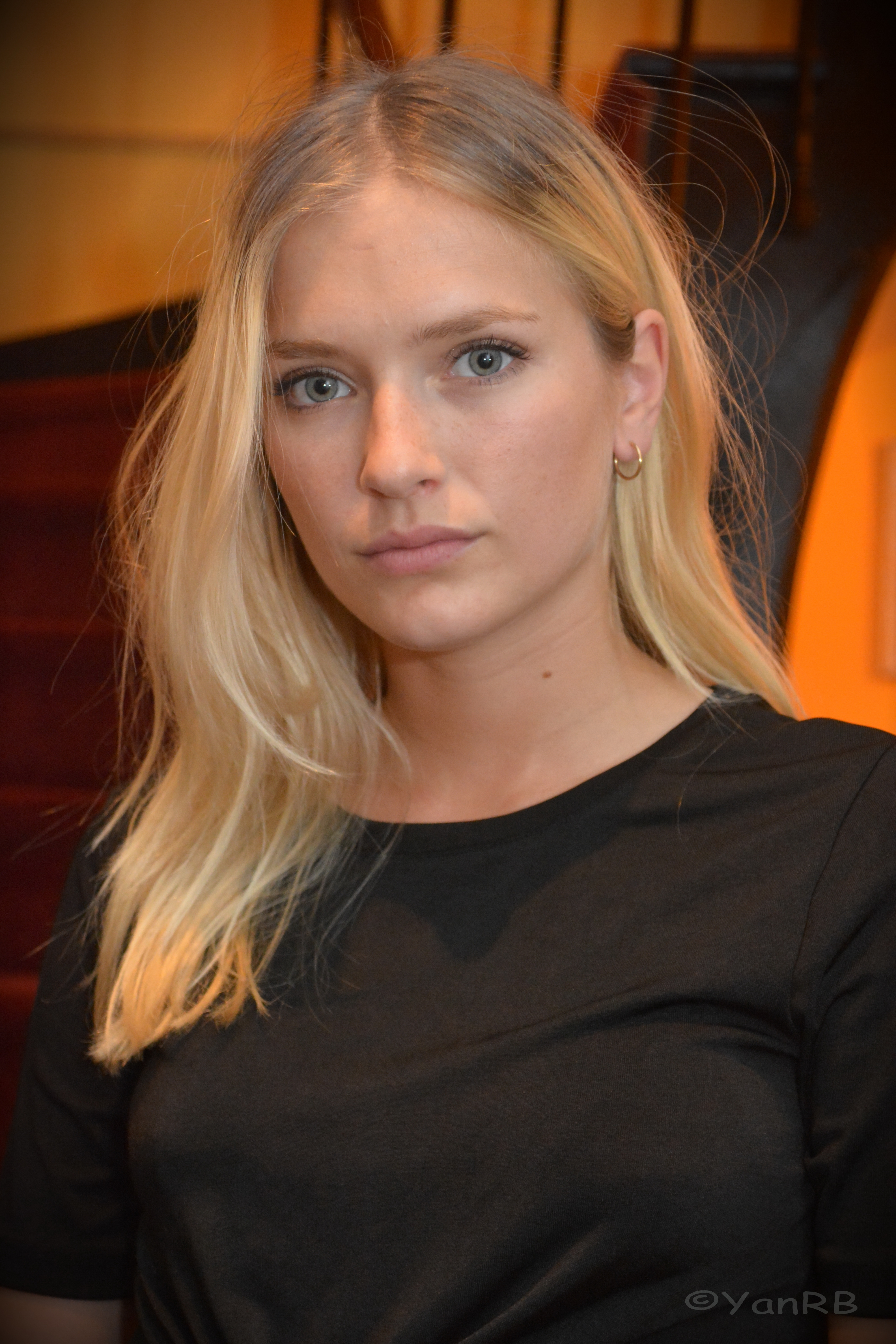
Camille Razat (2018)

Camille Razat (* 1. März 1994 in Saint-Jean, Département Haute-Garonne) ist eine französische  Schauspielerin und Model.

## Leben
Camille Razat wurde in Saint-Jean im Département Haute-Garonne geboren und besuchte das Lycée Saint-Sernin in Toulouse. Mit 16 fing sie an als Model zu arbeiten, eine Schauspielausbildung erhielt sie  am Cours Florent in Paris. Ihr Fernsehdebüt gab sie 2015 in der achtteiligen Miniserie Disparue von Charlotte Brändström des Senders France 2, in der sie an der Seite von Pierre-François Martin-Laval und Alix Poisson als ihre Filmeltern die Rolle der Léa Morel verkörperte, die in der Nacht der Fête de la Musique verschwindet. Ebenfalls 2015 war sie in einer Episodenrolle als Salomé Delevigne in der Folge Philippe Muir der Serie Capitaine Marleau von France 3 mit Gérard Depardieu als Philippe Muir zu sehen.
Ihr Theaterdebüt gab sie im September 2018 im Ein-Personenstück Le Vieux Juif Blonde von Amanda Sthers unter der Regie von Volker Schlöndorff am Théâtre des Mathurins in Paris. Des Weiteren spielte sie 2018 im Langfilm-Debüt Ami-ami von Victor Saint Macary mit William Lebghil die Rolle der Julie und war in der Filmkomödie Paris bei Nacht von Cédric Anger als Virginie/Caprice zu sehen. Für ihre Darstellung in Paris bei Nacht landete sie im Rahmen der 44. César-Verleihung in der Vorauswahl für die Kategorie Beste Nachwuchsdarstellerin, wurde jedoch nicht nominiert. In der Produktion Girls with Balls von Olivier Afonso spielte sie im selben Jahr die Rolle der Lise, in der deutschsprachigen Fassung lieh ihr Friedel Morgenstern die Stimme.
Von 2020 bis 2024 übernahm sie in der Netflix-Serie Emily in Paris mit Lily Collins in der Titelrolle die Rolle der Camille. In der deutschsprachigen Fassung wurde sie von Sandra Bourdonnec synchronisiert. 2021 wurde sie als internationale Markenbotschafterin von L’Oréal Paris vorgestellt und war im Film Menschliche Dinge von Yvan Attal mit Charlotte Gainsbourg als Quitterie zu sehen. Außerdem stand sie für Dreharbeiten zum Fernsehfilm Diane de Poitiers von Josée Dayan mit Isabelle Adjani als Diana von Poitiers als Maria Stuart vor der Kamera.

## Filmografie (Auswahl)
- 2014: La dernière virée (Kurzfilm)
- 2015: The Disappearance (Disparue, Miniserie, 8 Folgen)
- 2015: Capitaine Marleau – Philippe Muir (Fernsehserie)
- 2017: Rock’n’Roll
- 2017: L’eau dans les yeux (Kurzfilm)
- 2018: (Girl)Friend (Ami-ami)
- 2018: 15:17 to Paris (The 15:17 to Paris)
- 2018: Bug (Kurzfilm)
- 2018: Paris bei Nacht (L’amour est une fête)
- 2018: Girls with Balls
- 2019: Caprice (Kurzfilm)
- 2020–2024: Emily in Paris (Fernsehserie, 33 Folgen)
- 2021: Menschliche Dinge (Les choses humaines)
- 2022: Mastema – Engel des Bösen (Mastemah)
- 2022: Diane de Poitiers (Fernsehfilm)
- 2024: Waltzing with Brando
- 2024: Prodigieuses